# Friedrich Wilhelm Cuno
Friedrich Wilhelm Cuno (* 19. Mai 1838 in Germersheim; † 22. Dezember 1905 in Eddigehausen) war ein evangelischer Pastor.

## Leben
Friedrich Wilhelm Cuno stammte aus Germersheim. Sein Vater was der Gerichtsschreiber und spätere Gerichtsvollzieher Johann Wilhelm Cuno. Er besuchte die Schulen in Zweibrücken, Speyer und Worms, das Abitur erreichte er 1858. Seinen eigenen Angaben nach studierte er anschließend acht Semester an den Universitäten Erlangen, Basel, Tübingen und Heidelberg Theologie und legte im Herbst 1862 die Prüfung pro ministerio mit eingeschlossener Predigterlaubnis in Speyer ab. Er übernahm zunächst, nach der Ordination am 9. November 1862 für den Rest des Jahres die Stelle als Hilfspfarrer in der französisch-reformierten Gemeinde Bischweiler im Elsass. Eine ebenso kurze Zeit verbrachte er als Vikar in Oppau und in der 5. reformierten Gemeinde zu Paris (Paroisse de Plaisance). In die Pariser Zeit fällt auch seine Heirat mit der Duisburger Kaufmannstochter Heda Esch, mit der er später neun Kinder hatte. Nach Pfarrstationen in Hirzenhain (Dillkreis) und Unterreichenbach wechselte er ins Hannoversche, wo er zunächst als Pfarrer in Spanbeck und dann bis zu seinem Tod in Eddigehausen tätig war. 1887 hatte er den theologischen Ehrendoktortitel der Universität Wien erhalten. Zeit seines Lebens befasste er sich mit der Geschichte des deutschen Calvinismus, wozu er zahlreiche Archive bereiste. Er verfasste mehrere Artikel für die Allgemeine Deutsche Biographie.
Cuno war in Heidelberg und Göttingen Mitglied in der studentischen Verbindung Wingolf.

## Werke (Auswahl)
- Geschichte der Stadt Siegen: in übersichtlicher Darstellung, mit besonderer Berücksichtigung des evangelischen Kirchenwesens daselbst; nach gedruckten und ungedruckten Urkunden, Dillenburg 1872
- Blätter der Erinnerung an Kaspar Olevianus, Barmen 1887 (Klein)
- Franciscus Junius der Ältere: Professor der Theologie und Pastor (1545–1602); sein Leben und Wirken, seine Schriften und Briefe, Amsterdam 1891 (Scheffer)
- Der Heidelberger Katechismus erklärt mit den Worten bewährter Lehrer der reformierten Kirche alter und neuer Zeit, Prag 1891–1897 (Otto)
- Daniel Tossanus der Ältere, Professor der Theologie und Pastor, Amsterdam 1898 (Scheffer)
- Gedächtnisbuch deutscher Fürsten und Fürstinnen reformierten Bekenntnisses, Barmen (Klein)

Dazu kommen die Artikel in der Allgemeinen Deutschen Biographie.